# Kalcitriol
Kalcitriol (1,25-dihidroksiholekalciferol, 1,25-dihidroksivitamin D3) je hormonski aktivna forma vitamina D sa tri hidroksilne grupe ( ili ). On povišava nivo kalcijuma (Ca2+) u krvi putem (1) povećanja unosa kalcijuma iz creva u krv, i (2) mogućeg povišenja otpuštanja kalcijuma u krv iz kostiju.

## Nomenklatura
Kalcitriol se obično naziva 1,25-dihidroksiholekalciferol, ali se koristi i 24,25-dihidroksiholekalciferol. Samo dve hidroksilne grupe se navode jer holekalciferol već ima jednu.

### Farmaceutska prodajna imena
Kalcitriol je u prodaji pod brojnim imenima: Rocaltrol, Calcijex, Decostriol, Vectical.

## Literatura
|  | Molimo Vas, obratite pažnju na važno upozorenje u vezi sa temama iz oblasti medicine (zdravlja). |